# Nycterosea quaerendaria
Nycterosea quaerendaria là một loài bướm đêm trong họ Geometridae.